# Еноја
Еноја је у грчкој митологији било име више личности.

## Митологија
- Према „Метаморфозама“ Овидија, али и Антонина Либерала[1], била је једна од Пигмеја, која се удала за Никодама и са њим имала сина Мопса. Након удаје, њен народ јој је указивао божанске почасти због њене изузетне лепоте. То је увредило богињу Херу и она ју је претворила у ружну птицу, ждрала. Ждрал није желео да напусти место где је живео Енојин син, па је Хера нахушкала Пигмеје да га отерају оружјем. То је изазвало сукоб између ждралова и Пигмеја који је од тада трајао.[2]
- Нимфа Најада, једна од Зевсових дадиља, која је са Тоантом имала сина Сикина. Он је једно од острва Киклада, Еноју, преименовао и дао му сопствено име.[3] Њено име oinos указује на вино, а њено острво је било богато виноградима и производило је вино. Отац јој је био највероватније домаћи речни бог.[4] Према неким изворима, ово су биле две нимфе; једна из Аркадије, која је одгајила малог Зевса, а друга Тоантова супруга.[5]
- Епохова сестра, за коју се верује да је Атичка дема по њој добила назив.[5]